# Ernst Wilhelm Grebe
Ernst Wilhelm Grebe (Michelbach, Marburgo, 30 de agosto de 1804 — Kassel, 14 de janeiro de 1874) foi um matemático alemão.
Grebe estudou matemática a partir de 1821 em Bonn e Leipzig, e teologia a partir de 1824 em Marburgo, onde obteve um doutorado em 1829 com a tese De linea helice ejusque projectionibus orthographicis commentatio. Foi depois por pouco tempo Privatdozent em Marburgo.